# Jurij Galin
Jurij Galin (* 11. srpna 1943) je český režisér ruského původu.

## Životopis
Jeho rodiče byli hudebníky slavného leningradského symfonického orchestru, proslulého svým působením během leningradské blokády. Otec během blokády padl. Matka po válce z Leningradu odešla a věnovala se lidové hudbě. Vystudoval herectví v Baku a později režii na prestižním moskevském uměleckém institutu GITIS. Po jeho absolvování v roce 1972 nastoupil jako režisér do divadla Mossovětu, odkud po dvou letech odešel a stal se uměleckým šéfem ruského národního divadla v Turkmenistánu. Později umělecky vedl divadla v Uljanovsku, Nižnim Novgorodu, Orlu a ve Vladimiru.
Od roku 1990 žije trvale v České republice. V roce 1992 získal české občanství. Byl dva roky v angažmá v mosteckém divadle a hostoval v celé řadě českých divadel (Plzeň, Praha, Kladno, Ústí nad Labem, Opava, Příbram, Teplice, Karlovy Vary) i na Slovensku (Košice). V roce 1996 založil s Janou Galinovou litvínovské Docela velké divadlo.
Na svém kontě má cca 200 režií, z toho cca 80 v České republice.

## Zajímavosti
V roce 1961 byl v Leningradě zatčen při rvačce, odsouzen za chuligánství k pěti letům vězení a uvězněn v neslavně proslulých leningradských Krestech, kde byl svého času vězněn například Fjodor Michajlovič Dostojevskij. Z vězení se dostal, díky své matce, někdejší slavné leningradské pěvkyni, a dobrým advokátům, už po šesti měsících.
Režisér Ondřej Trojan ho obsadil do malé role ruského důstojníka ve filmu Želary.

## Divadelní tvorba v Česku
- Stalinova chata - Vladimir Gubarev - Divadlo pracujících Most
- Taková ženská na krku - Georges Feydau - Divadlo pracujících Most
- Rose Mary - Rudolf Friml - Divadlo. J. K. Tyla Plzeň
- Rigoletto - Giuseppe Verdi - MD Ústí nad Labem
- Láska je láska - Anton Pavlovič Čechov - Divadlo v Řeznické
- Sousedka - Pierre Chesnot - Divadlo rozmanitostí Most
- Byl to skřivan - Ephraim Kischon - Západočeské divadlo Cheb
- Dům se sedmi balkóny - Alejandro Casona - Středočeské divadlo Kladno
- Carmen - Georges Bizet - MD Ústí nad Labem a Docela velké divadlo Litvínov
- Podivná paní Svageová - John Patrick - Divadlo Příbram
- Macbeth - Giuseppe Verdi - Docela velké divadlo Litvínov
- Nepijte tu vodu! - Woody Allen - Docela velké divadlo Litvínov
- Labutí jezero - Petr Iljič Čajkovskij - Docela velké divadlo Litvínov
- Tři mušketýři - A. Dumas - Jana Galinová - Docela velké divadlo Litvínov
- Elektro, má lásko! - Lászlo Gyurkó - Docela velké divadlo Litvínov
- …a mnoho dalších (Koně se také střílejí, Když kočky nejsou doma, Mrazík, Kráska a netvor, Krása nesmírná, Mrtvola, Tygr, Vražda sexem, Nemá kocour pořád posvícení, Zlaté jezero,…)